# WikiHouse

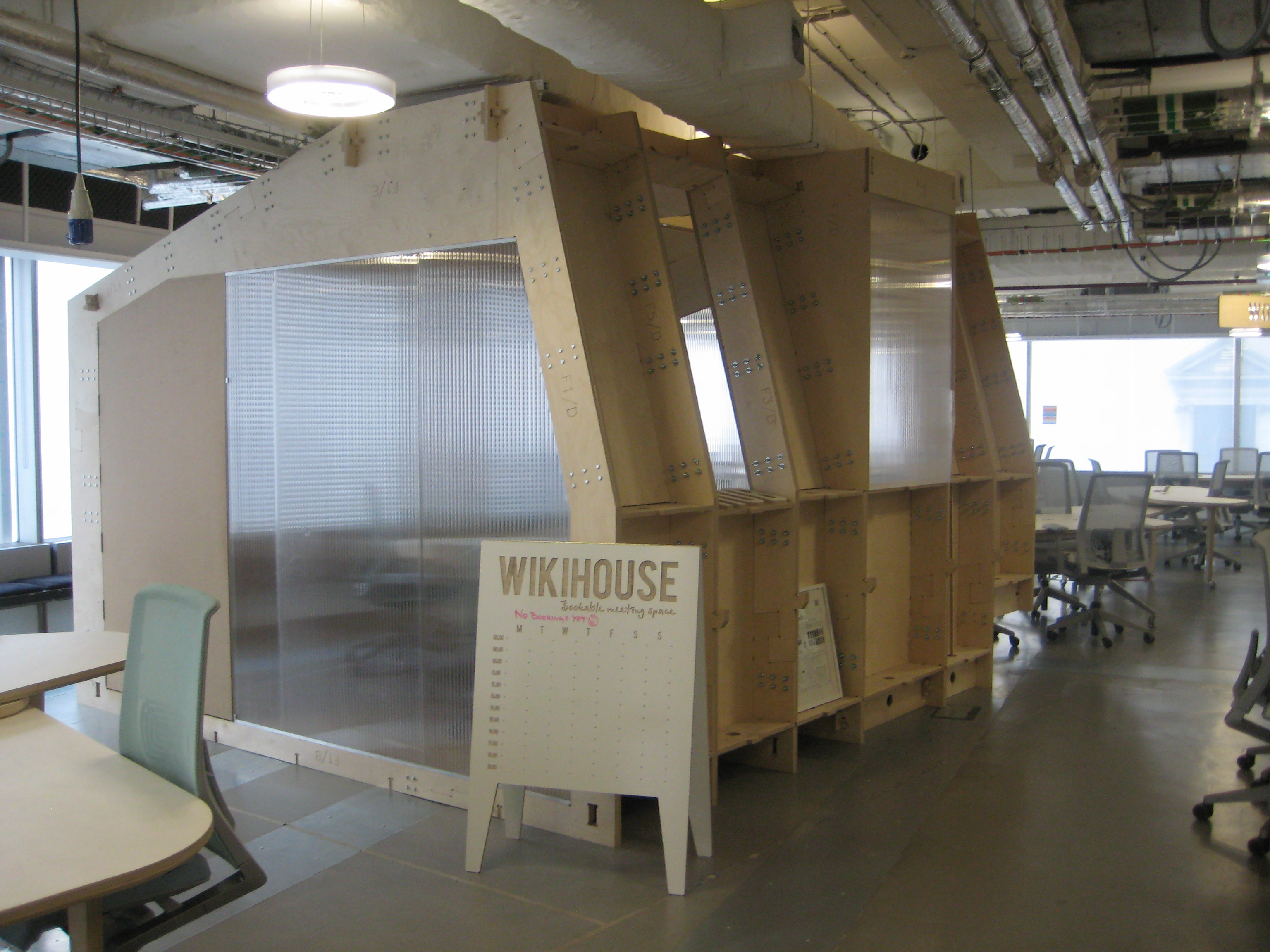
Prototyp WikiHouse ve Westminsteru

WikiHouse je open-source projekt návrhu a stavby domu. Usiluje o demokratizaci a zjednodušení výstavby udržitelných obytných budov. Projekt byl zahájen v létě roku 2011 společností Alastair Parvin a Nickem Ierodiaconou z "00", londýnskou strategickou a designovou praxí, ve spolupráci s Tavem Espionem, Jamesem Arthurem (nyní v 00) a Stevem Fisherem z Momentum Engineering. Byl zahájen na Gwangju Design Bienále v jihokorejském Kwangdžu. Projekt se od té doby rozrostl do mnoha míst po celém světě.

## Koncept

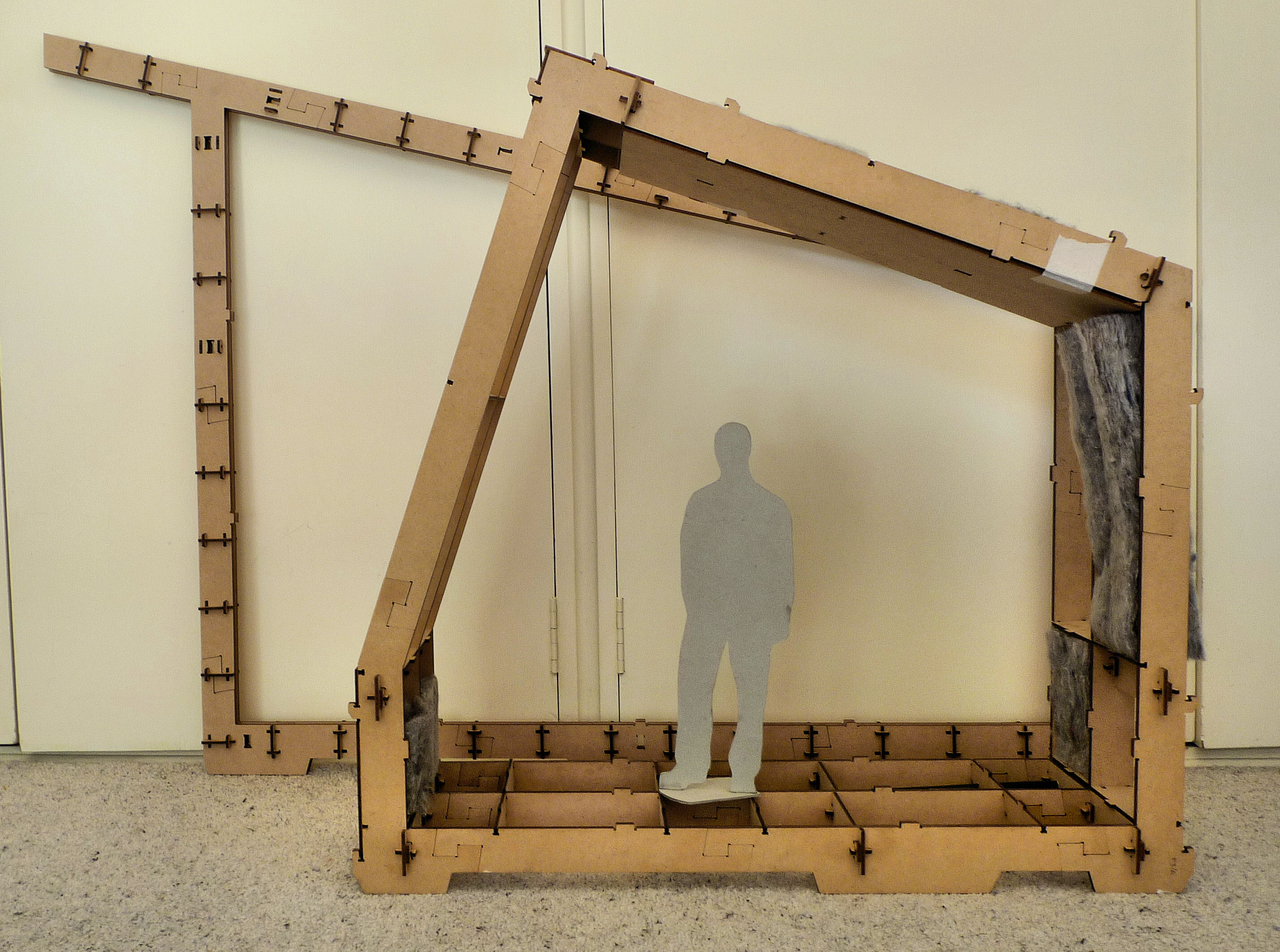
Zmenšený model dvou různých návrhů WikiHouse

WikiHouse umožňuje uživatelům stáhnout plány licencované pod Creative Commons, upravit si je pomocí SketchUpu a poté je použít k výrobě skládačkových dílů z překližky pomocí CNC frézy. Konstrukce WikiHouse nevyžaduje žádné zvláštní části, protože řezané kusy dřeva se spojují klínovým a kolíkovým spojením inspirovaným klasickou korejskou architekturou. Kostra WikiHouse může být sestavena za méně než jeden den lidmi bez formálního vzdělání ve výstavbě. Kostra se pak musí ovšem dokončit obkladem, izolací, elektrickým vedením a potrubím než se v něm dá bydlet.

## Historie

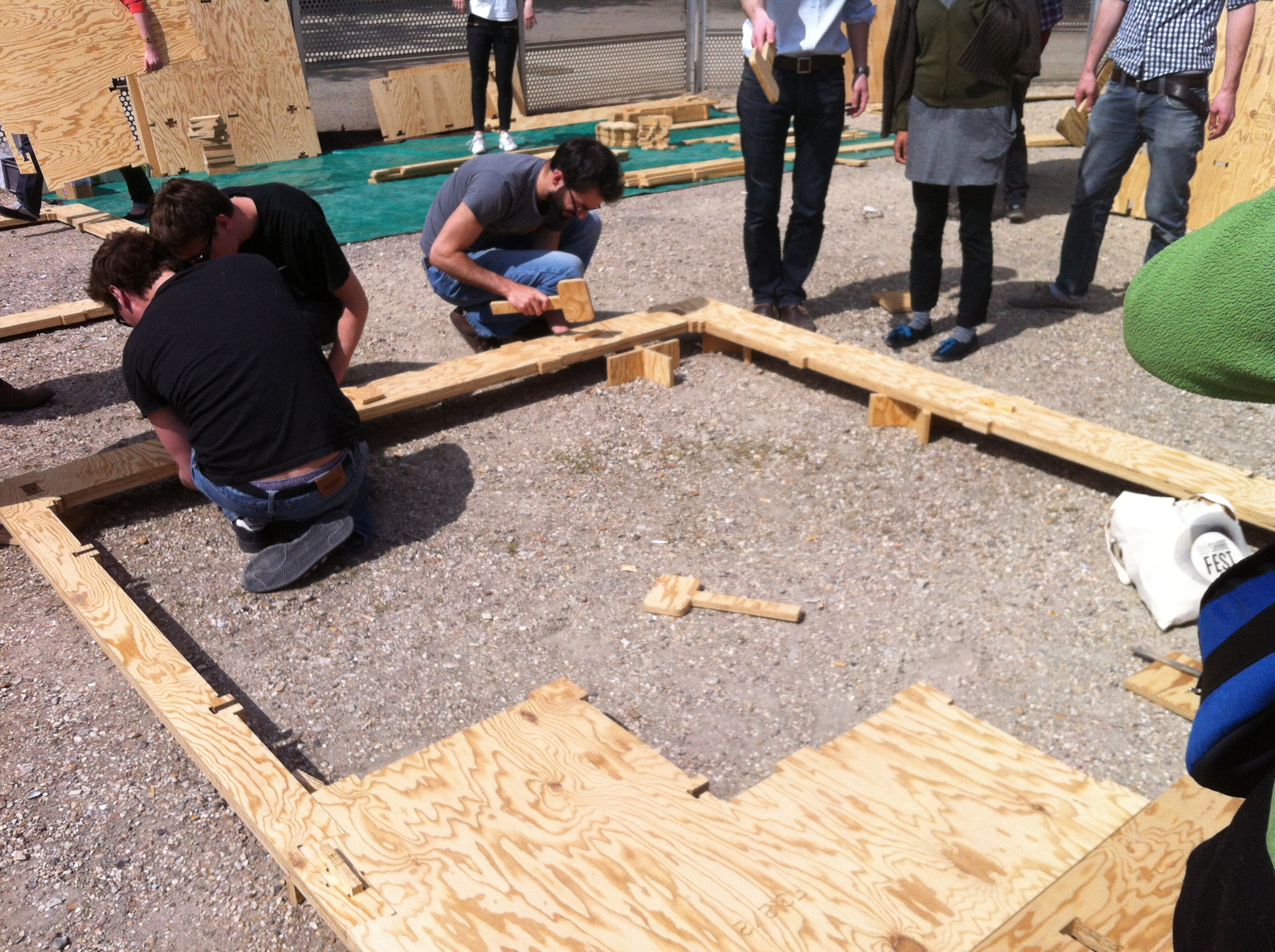
Stavba WikiHouse na Ouisharefest v Paříži v květnu 2013

Projekt získal cenu za vítězství na TEDGlobal v červnu 2012, finance investoval do partnerství s brazilským projektem mobilizace mládeže Dharmou a analytickou agenturou BrazilIntel k vybudování WikiHouses v nejchudší favele Rio de Janeiro v Brazílii. Cílem partnerství, nazvaného WikiHouseRio, je poskytnout "výrobní laboratoř", kde by jednu společnpu CNC frézku mohla sdílet celá komunita a současně umožnit a povzbudit její členy, aby rozvíjeli vlastní konstrukční a stavební dovednosti. Tým WikiHouse plánuje nakonec vytvořit podobné laboratoře v ostatních méně rozvinutých komunitách po celém světě. Existují také plány na používání domů WikiHouse jako bydlení v zemích, které jsou náchylné k zemětřesení, jako Haiti, Japonsko a Nový Zéland.
V prosinci roku 2013, zatím nebyly obydlené žádné WikiHouses, byl ale dokončeno několik prototypů použitelného přístřešku v Fridaythorpe, Anglie. Tyto WikiHousy jsou jednopodlažní, čtvercové konstrukce se šikmými střechami a malými základy, které měří kolem 175 square feet (16,3 m2). Do roku 2015 bylo vybudováno několik dalších WikiHousů, včetně následujících budov a na následujících akcích:
- Maker Faire 2013 v Queensu[12]
- London WikiHouse Version 4.0[13]
- 150-square-foot (14 m2) FOUNDhouse microhouse[14][15]
- WikiHouse v MAKlab v Glasgowě[16]
- Chop Shop v západním Skotsku[17]
- Projekt Space Craft Systems na Novém Zélandu[18]
- WikiSHED fork[19][20]
- WikiHouse na 2015 Vienna Open[21]

## Dopad
Reakce médií na WikiHouse se zaměřila převážně na experimentální povahu projektu, a porovnání s nábytkem od IKEA, A potenciální potíže s vyhledáváním a náklady na používání CNC fréz. Amercky auto science-fiction Bruce Sterling také hodnotil design WikiHouse, který je příznivě popsal jako obydlí "Mohl bych si osobně vybudovat a obývat".